# Palazzo della Banca d'Italia (Massaua)
Il Palazzo della Banca d'Italia è un palazzo storico situato nella zona portuale di Massaua, in Eritrea.

## Storia

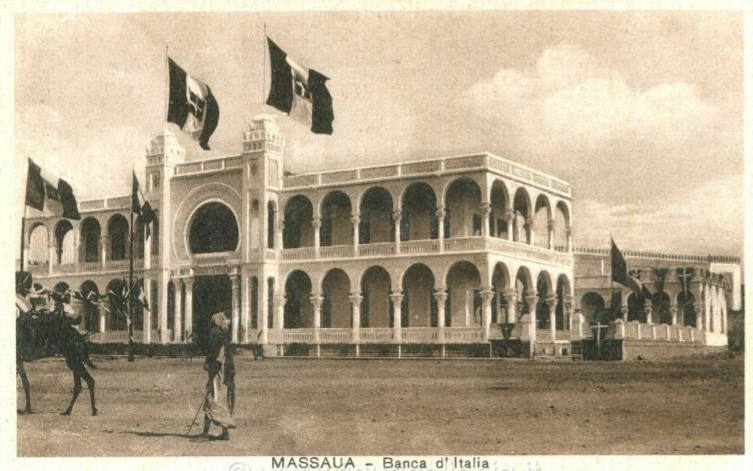
La Banca d'Italia a Massaua

Dopo la decisione della Banca d'Italia del 15 febbraio 1906 di aprire una Filiale nella Colonia Eritrea per avere una maggiore libertà d'azione, compiendo attività creditizie ed assicurative, il Governo italiano deliberò di concedere gratuitamente i locali commerciali e le abitazioni per i dipendenti, garantendo l'esenzione fiscale e la copertura delle spese di trasporto. Dopo l'apertura della filiale di Asmara il 2 febbraio 1914, poco dopo, il 15 aprile, venne inaugurata l'agenzia di Massaua.
Nel 1916 la Banca d'Italia fu trasferita nella nuova sede edificata sull'isola di Taulud. L'edificio venne però gravemente danneggiato dal terremoto di Massaua del 1921 (che distrusse buona parte della città), cosicché venne deliberato di procedere alla costruzione di un nuovo edificio, questa volta nell'area portuale, sull'isola di Massaua. Il progetto venne realizzato dall'ingegnere Giuseppe Canè in stile moresco o arabo-ottomano, seguendo lo stile della ricostruzione dei nuovi edifici di Massaua, organizzata dal Governatore della colonia eritrea, Jacopo Gasparini.
Nel 1925 la Banca d'Italia stipulò una convenzione ventennale per la gestione del Deposito franco di Massaua.
La nuova sede della Banca d'Italia a Massaua fu inaugurata nel 1928 in occasione della visita del principe Umberto II di Savoia e per decenni fu una delle filiali più grande dell'Africa italiana.
Nel 1952 il palazzo divenne sede della Banca Commerciale d'Etiopia durante l'occupazione etiope.
Nel febbraio 1990, durante la guerra d'indipendenza dell'Eritrea, il palazzo venne gravemente bombardato durante l'operazione Fenkil scatenata dal Fronte di Liberazione del Popolo Eritreo (FLPE) e dal successivo contrattacco aereo dell'aviazione militare etiope al porto di Massaua.
Negli anni successivi vennero stanziati diversi finanziamenti per il recupero dell'opera architettonica italiana, che nel 2015 era ancora in rovina.